# Arawara
Arawara, ook wel Arrawarra(kreek), is een rivier in Suriname. De herkomst van de naam is niet zeker. Vergelijkingen worden gemaakt met Aroea (tijger) en Arowakken (een van de vier grote inheemse volken in Suriname).
De Arawara is aan de rechterzijde een zijrivier van de Nickerie. Stroomopwaarts vormt de Arawara samen met de Wajambo een bifurcatie naar de Coppename, waardoor er een waterverbinding bestaat tussen de Nickerierivier en de hoofdstad Paramaribo. In de eerste helft van de 20e eeuw werd deze vaarroute niet onderhouden en werd de nauwe doorgang terugkerend geblokkeerd door omgevallen bomen. Sinds 1962 is de waterweg onderbroken door een sluis om irrigatie mogelijk te maken. Doordat de Wanekreek ook een bifurcatie vormt, konden inheemsen een vaartocht maken van de Nickerierivier (westgrens van Suriname) naar de Marowijnerivier (oostgrens van Suriname).